# Hylaeus arenarius
Hylaeus arenarius är en biart som beskrevs av Morawitz 1876. Hylaeus arenarius ingår i släktet citronbin, och familjen korttungebin. Inga underarter finns listade i Catalogue of Life.